# 1810 Epimetheus
Epimetheus (asteroide 1810) é um asteroide da cintura principal, a 2,0171344 UA. Possui uma excentricidade de 0,0928338 e um período orbital de 1 211,04 dias (3,32 anos).
Epimetheus tem uma velocidade orbital média de 19,97417106 km/s e uma inclinação de 4,03337º.
Este asteroide foi descoberto em 24 de Setembro de 1960 por Cornelis Johannes Van Houten, Ingrid Van Houten-Groeneveld, e Tom Gehrels.
Este asteroide recebeu este nome em honra ao deus Epimeteu da mitologia grega.